# Districte de Domažlice
El districte de Domažlice (en txec Okres Domažlice) és un districte de la regió de Plzeň, a la República Txeca. La capital és Domažlice.

## Llista de municipis
Babylon -
Bělá nad Radbuzou -
Blížejov -
Brnířov -
Bukovec -
Čečovice -
Čermná -
Černovice -
Česká Kubice -
Chocomyšl -
Chodov -
Chodská Lhota -
Chrastavice -
Díly -
Domažlice -
Drahotín -
Draženov -
Hlohová -
Hlohovčice -
Holýšov -
Hora Svatého Václava -
Horní Kamenice -
Horšovský Týn -
Hostouň -
Hradiště -
Hvožďany -
Kanice -
Kaničky -
Kdyně -
Klenčí pod Čerchovem -
Koloveč -
Kout na Šumavě -
Křenovy -
Kvíčovice -
Libkov -
Loučim -
Luženičky -
Meclov -
Mezholezy (Domažlice) -
Mezholezy (Horšovský Týn) -
Milavče -
Mířkov -
Mnichov -
Močerady -
Mrákov -
Mutěnín -
Nemanice -
Němčice -
Neuměř -
Nevolice -
Nová Ves -
Nový Kramolín -
Osvračín -
Otov -
Pařezov -
Pasečnice -
Pec -
Pelechy -
Poběžovice -
Pocinovice -
Poděvousy -
Postřekov -
Puclice -
Rybník -
Semněvice -
Spáňov -
Srbice -
Srby -
Staňkov -
Stráž -
Štichov -
Tlumačov -
Trhanov -
Úboč -
Újezd -
Únějovice -
Úsilov -
Velký Malahov -
Vidice -
Vlkanov -
Všekary -
Všepadly -
Všeruby -
Zahořany -
Ždánov